# 윌리엄 듀란트
윌리엄 크라포 듀런트(William Crapo Durant, 1861년 12월 8일 ~ 1947년 3월 18일)는 미국 자동차 산업의 선구자이자 제너럴 모터스 와 쉐보레의 공동 설립자였다.
그는 하나의 회사가 통합된 기업 지주 회사 아래 묶인 여러 브랜드의 차량들을 - 각각 독립적인 것처럼 보이고 서로 다른 자동차 라인을 포함함(배지 엔지니어링 시스템) - 를 보유하는 시스템을 만들었다. 듀런트는 뷰익을 설립했고 추후 프레드릭 스미스 와 함께 지엠을 공동 설립했으며 루이 셰브럴레이와 함께 쉐보레 브랜드를 설립했다. 그는 또한 Frigidaire(프리지데어, 현재는 일렉트로룩스 계열)를 설립했다.
하지만 기업을 사들여 문닫는 등 여러 가지 문제로 지엠 본사와 경영 후반에 항상 마찰을 빚다가 결국 제너럴 모터스에서 쫒겨났고, 이후 여러가지 사업으로 재개하려다 다 실패한 채 1947년 뉴욕에서 무일푼으로 사망하였다.
한편 프리지데어 사업부에서 훗날 토머스 미즐리가 자동차의 유연휘발유와 더불어 프레온가스(CFC)를 발명한 것으로 유명하다.